# Волох Євген Володимирович
Євге́н Володи́мирович Во́лох (англ. Eugene Volokh; нар. 29 лютого 1968, Київ, УРСР) — американський професор права (носить титул: Гері Т. Шварц професор права в Каліфорнійському університеті на факультеті права). Веде блог «Зе Волох Конспірасі» (укр. «Змова Волоха»). Є академічним радником юридичної фірми Мейер Браун (англ. Mayer Brown).

## Юність, освіта та навчання
Народився в єврейській родині. У віці семи років він емігрував з родиною до США. У віці 12 років почав працювати програмістом. Відвідував заняття з математики на літніх курсах Гемпширського коледжу. У віці 15 років здобув ступінь бакалавра математики та обчислювальної техніки у Каліфорнійському університеті. Будучи першокурсником, Євген уже заробляв 480 $ в тиждень, працюючи програмістом для 20th Century Fox. Його досягнення протягом цього періоду були представлені в епізоді телесеріалу ОМІНІ: Зе Нью Фронтьєр (анг. OMINI: The New Frontier), створеного під керівництвом Пітера Устинова.
У 1992 році Волох здобув ступінь доктора права у Каліфорнійському університеті (Школа права). Євген Володимирович був клерком судді Алекса Козинського в Апеляційному суді США дев'ятого округу, а потім у судді Сандри Дей О'Коннор у Верховному суді США. Після закінчення асистентської практики працював на факультеті юридичного факультету Каліфорнійського університету, де тепер здобув вчене звання професора права.

## Політична діяльність
Волох підтримував колишнього сенатора штату Теннессі Фреда Томпсона на президентських виборах 2008 року, заявивши, що у Томпсона були хороші погляди на правові питання та, що йому сподобалася позиція Томпсона щодо Першої поправки і політична промова стосовно спонсорування Маккейном реформи фінансування виборчих кампаній. Є. В. Волоху також сподобалося погляди Томпсона на користь індивідуального володіння зброєю. Є. В. Волох також зазначив, що Томпсон «сприймає федералізм серйозно, і він, здається, досить добре усвідомлює, що існує реальна різниця між державою і федеральної владою».

## Видавнича діяльність
Волох відомий своєю роботою над Першою та Другою поправками до Конституції Сполучених Штатів, а також діяльністю для захисту авторського права. Його стаття «Очевидність Другої поправки», була використана за згодою більшості у Верховному суді на чолі з Антоні Скаліа у відомій справі округу Колумбія проти Хеллера. Він виступає за право свободи слова та свободу віросповідання, висловлюється проти расової упередженості, що втілилося у його участі як юридичного радника у кампанії «Пропозиції Каліфорнії 209» (анг. «California's Proposition 209»). Є. В. Волох спостерігає та критикує те, як надмірно поверхнево працюють американські закони проти експлуатації на робочому місці, у тому числі ті, які стосуються сексуальних домагань.
У своєму блозі Є. В. Волох розглядає широке коло питань з акцентом на політику та права. Неакадемічні доробки Євгена Володимировича були опублікованаі в Зе Вол Стріт Джорнал (анг. The Wall Street Journal), Лос-Анджелес Таймс (анг. Los Angeles Times), Зе Нью-Йорк Таймс (анг. The New York Times), Слейт (анг. Slate) та інших виданнях. З травня 2005 року він є активним блогером на Хафінґтон Пост (анг. The Huffington Post).